# لاکهید مارتین پولکت
لاکهید مارتین پولکت (به انگلیسی: Lockheed Martin Polecat) یک هواگرد ساختِ کارخانهٔ لاکهید مارتین در کشور ایالات متحده آمریکا است. این هواگرد برای نخستین بار در ۲۰۰۵ میلادی مورد استفاده قرار گرفت.